# Dededo
Dededo (Chamorro : Dédidu) est l’une des dix-neuf municipalités de Guam, un des territoires des États-Unis. Il s’agit de la plus peuplée des villes du territoire.

## Étymologie
L'origine du nom du village Dededo, Dedidu en chamorro, pourrait provenir de la pratique de mesurer avec les doigts. Le mot espagnol pour doigt est dedo. On peut émettre l’hypothèse que quelqu’un a mesuré le village d’origine de cette façon. Une autre possibilité est que le mot « dededo » soit une version du mot « dedeggo », qui signifie « talon du pied », ou qu'il vienne du mot « deggo » qui signifie « marcher sur la pointe des pieds ».

## Histoire
La découverte et la datation de quatre sites funéraires sur le site de Dededo permet de dater d'au moins un millénaire la présence humaine sur ce lieu. Les restes ont pu être reliés à la population des Chamorros.
Avant la Seconde Guerre mondiale, le village de Dededo se trouvait au pied de la colline de Macheche et consistait essentiellement dans un village nommé Machanao. CEt ancien village a disparu pour laisser place à la base aérienne et à la station de communication. Dededo devient un village important après la guerre lorsque la marine américaine construit des logements pour les Guamaniens déplacés et pour les travailleurs venant de l'extérieur de l'île pour aider au développement de l'île.
En 1984, le Centre de santé communautaire du Nord a ouvert ses portes. En plus des services de santé traditionnels fournis par les cliniques du village, ce centre offrait des services de contrôle des maladies transmissibles et de santé dentaire ainsi que des soins pour les maladies chroniques et des services aux enfants infirmes.
En octobre 1988, le premier centre commercial à grande échelle et entièrement fermé de l'île, le Micronesia Mall, a ouvert ses portes.
Les installations militaires américaines dans le village comprennent le camp de base du Corps des Marines Blaz, la station navale d'ordinateurs et de télécommunications de Guam et des parties de la base aérienne d'Andersen, y compris Northwest Field. Le camp de base Blaz est censé accueillir près de 5 000 hommes provenant du transfert de Marines d'Okinawa et d'autres lieux. C'est la construction du Camp Blaz qui a permis la découverte des quatre sites funéraires millénaires.

## Démographie
Le Bureau du recensement des États-Unis établit le recensement sur l'aire urbaine de Dededo sur ces différents census-designated place : Dededo, Astumbo, Finegayan Station, Liguan, Machanao, Machananao East, Machananao West, Macheche, Mogfog, Ukudu, Wusstig, Y Papao, et Y Sengsong.
En 1940, Dededo, n'était qu'un village de 1 196 habitants. En 2020, la population de Dededo intramuros est de 44908 habitants.
En 2006, les habitants de Dededo sont majoritairement catholiques.

## Économie
Le Micronesia Mall est le plus grand centre commercial de Guam et sert également de lieu culturel et récréatif, avec des salles de cinéma et un parc d'attractions.
Il y a aussi un marché aux puces populaire le week-end en ville qui attire de grandes foules de vendeurs.

## Géographie
Dededo est situé sur un plateau calcaire relativement plat dans la partie nord de l'île. Il est situé dans la partie centrale nord de l'île, à peu près au centre de la population. Il couvre une superficie d'environ 78 km2 sur les 540 km2 de Guam. Le siège du Guam National Wildlife Refuge se trouve à Dededo.
Les sites touristiques de Dededo comprennent la réserve faunique nationale de Guam (appelée la pointe Ritidian), le centre commercial Micronesia, la Pointe des deux amants (en), ainsi que des parcs, des sentiers et des plages. Les plages comprennent la plage de Tanguisson, la plage de Shark Cove, la plage de Haputo et la plage d'Urono. Les plages de Haputo et d'Urono sont inscrites au registre national des lieux historiques des États-Unis. Le parc South Finegayan Latte Stone est également inscrit au registre national des lieux historiques. Le gouvernement fédéral des États-Unis possède des portions de terrain à Dededo ; le gouvernement de Guam a déclaré qu'il s'agissait de l'un des nombreux villages « caractérisés principalement par la grande proportion de terres appartenant au gouvernement fédéral ».

## Éducation

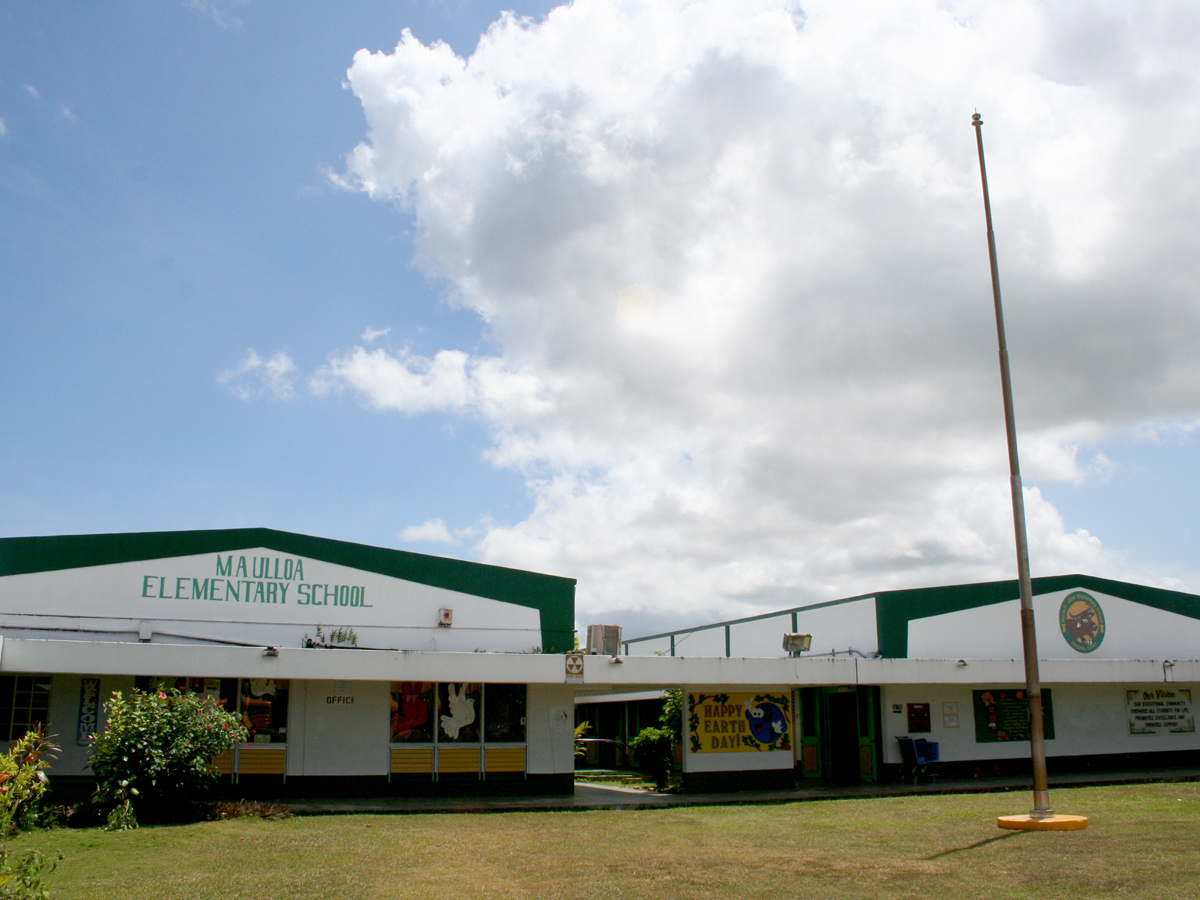
Maria A. Ulloa Elementary School

Dededo possède plusieurs écoles publiques et privées pour accueillir le nombre croissant d'habitants de la ville la plus peuplée de l'île, notamment les institutions du ministère de l'Éducation de Guam. La ville possède six écoles primaires, deux collèges et un lycée:
- Astumbo Elementary School
- Finegayan Elementary School
- Juan M. Guerrero Elementary School
- Maria A. Ulloa Elementary School
- Wettengel Elementary School
- Liguan Elementary School
- Vicente S. A. Benavente Middle School
- Astumbo Middle School
- Okkodo High School

Les activités éducatives du ministère de la Défense (DoDEA) de Dededo sont assurées par l'école élémentaire d'Andersen, l'école intermédiaire d'Andersen et le lycée DoDEA de l'île qui est d'ailleurs le seul lycée de l'île de Guam. Les élèves peuvent y aller par transport scolaire.

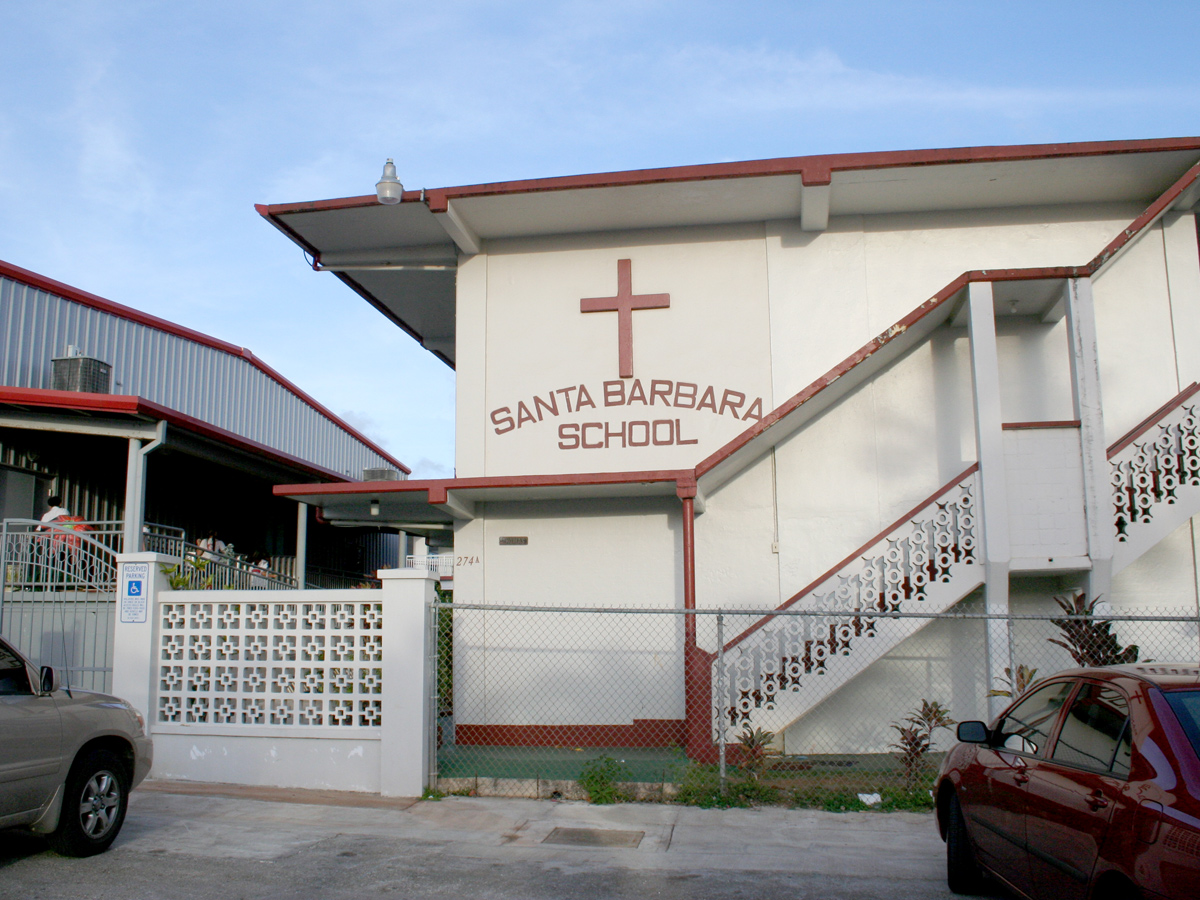
Santa Barbara School

Il existe aussi des écoles privées :
- Santa Barbara Catholic School
- St. Paul's Christian School
- Pacific Christian Academy

## Sports
Dededo comprend plusieurs enceintes sportives dont le complexe Sportif national de Guam, le stade de football Robbie Webber Soccer field, et le stade Wettengel Rugby Field. Il y a également le club de golf Starts Guam Golf Resort (27 trous) et le Skatepark de Dedeo.

## Gouvernement
La ville de Dededo a été gouvernée par des commissaires puis par des maires. L'actuelle maire, Melissa B. Savares, est la petite fille de l'ancien commissaire de la cille, Vicente S.A. Benavente.
| Noms                   | Début | Fin            |
| ---------------------- | ----- | -------------- |
| Jose F. Lujan          | 1932  | 1934           |
| Ignacio A. Santos      | 1934  | 1940           |
| Juan Pangelinan        | 1940  | 1941           |
| Hector Sgambelluri     | 1941  | 1944           |
| Ramon S. San Agustin   | 1944  | 1952           |
| Vicente S.A. Benavente | 1952  | 1976           |
| Prospero C. Zamora     | 1976  | 3 janvier 1977 |

| Noms                | Partis      | Début          | Fin            |
| ------------------- | ----------- | -------------- | -------------- |
| Jose M. Garrido     | Républicain | 3 janvier 1977 | 5 janvier 1981 |
| Martin C. Benavente | Démocrate   | 5 janvier 1981 | 7 janvier 1985 |
| Patricia S. Quinata | Démocrate   | 7 janvier 1985 | 2 janvier 1989 |
| Jose A. Rivera      | Républicain | 2 janvier 1989 | 2 janvier 2001 |
| Scott D. Duenas     | Républicain | 2 janvier 2001 | 3 janvier 2005 |
| Melissa B. Savares  | Démocrate   | 3 janvier 2005 | actuellement   |